# Rajd Niemiec AvD 1966
Rajd Niemiec AvD Północna Westfalia 1966 (17. Int. AvD-Rallye Nordrhein-Westfalen Deutschlandrallye 1966) – 17. edycja rajdu samochodowego Rajd Int. AvD-Rallye Nordrhein-Westfalen Deutschlandrallye rozgrywanego w Republice Federalnej Niemiec. Rozgrywany był od 14 do 16 lipca 1966 roku. Była to dziewiąta runda Rajdowych Mistrzostw Europy w roku 1966.

## Klasyfikacja rajdu
| Miejsce                      | Kierowca                     | Pilot                        | Samochód                     | Czas                         | Strata                       |                              |
| Klasyfikacja generalna i ERC | Klasyfikacja generalna i ERC | Klasyfikacja generalna i ERC | Klasyfikacja generalna i ERC | Klasyfikacja generalna i ERC | Klasyfikacja generalna i ERC | Klasyfikacja generalna i ERC |
| ---------------------------- | ---------------------------- | ---------------------------- | ---------------------------- | ---------------------------- | ---------------------------- | ---------------------------- |
| 1.                           | Günter Klass                 | Rolf Wütherich               | Porsche 911                  | 37:40.3                      | 0.0                          |                              |
| 2.                           | Arnaldo Cavallari            | Dante Salvay                 | Alfa Romeo GTA               | 42:05.9                      | +4:25.6                      |                              |
| 3.                           | Joachim Springer             | Dieter Schey                 | BMW 2000 Ti                  | 45:00.6                      | +7:20.3                      |                              |
| 4.                           | Sobiesław Zasada             | Kazimierz Osiński            | Steyr Puch 650 TR            | 48:51.7                      | +11:11.4                     |                              |
| 5.                           | Karl-Heinz Panowitz          | Rainer Strunz                | NSU Wankel Spider            | 50:28.4                      | +12:48.1                     |                              |
| 6.                           | Theo Klinck                  | Hans-Christoph Mehmel        | Glas 1300 GT                 | 55:24.9                      | +17:44.6                     |                              |
| 7.                           | Heinz Leidl                  | Ulrich Hering                | Steyr Puch 650 TR            | 59:24.6                      | +21:44.3                     |                              |
| 8.                           | Peter Röder                  | Paul Schutz                  | NSU Wankel Spider            | 1:00:00.5                    | +22:20.2                     |                              |
| 9.                           | Hans Supper                  | Sutter                       | Glas 1304 TS                 | 1:03:23.6                    | +25:43.3                     |                              |
| 10.                          | Rolf Lieb                    | G. Buchrich                  | Porsche 911                  | 1:03:32.2                    | +25:51.9                     |                              |